# Biophytum

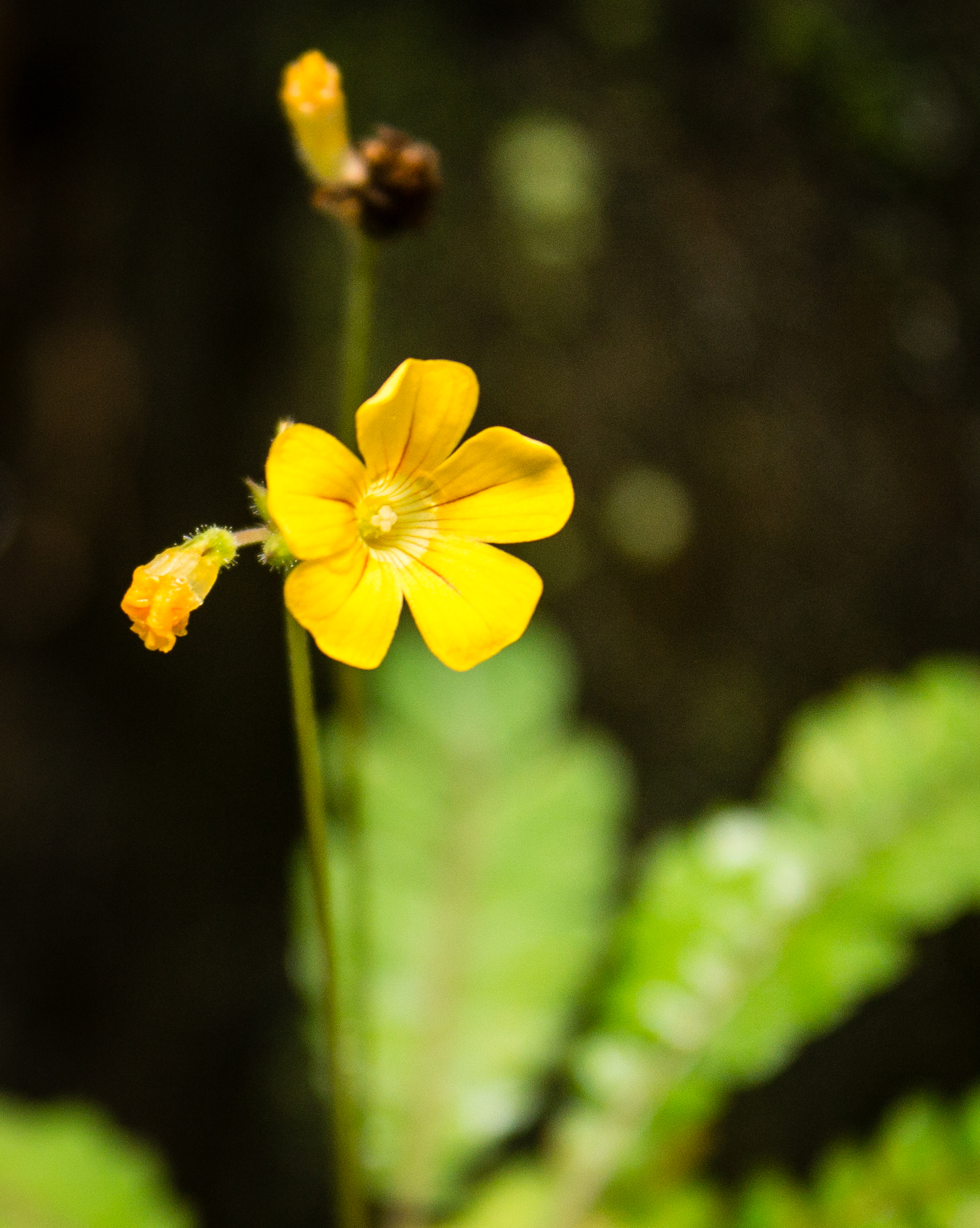
Biophytum reinwardtii

Biophytum – rodzaj roślin z rodziny szczawikowatych (Oxalidaceae). Obejmuje 78 gatunków. Rośliny te występują na wszystkich kontynentach w strefie międzyzwrotnikowej, przy czym największe zróżnicowanie gatunkowe jest na Madagaskarze, a brak ich tylko na Polinezji. Liście tych roślin bywają wrażliwe na dotyk (tigmotropizm) – dotknięte składają listki liścia złożonego. Zasiedlają różne siedliska – suche i mokre, zwykle jednak nieleśne.
Biophytum sensitivum jest często uprawiany, w strefie klimatów umiarkowanych zwykle jako roślina doniczkowa. Ten gatunek, a także Biophytum umbraculum wykorzystywane są także jako rośliny lecznicze (np. w Afryce Wschodniej ten drugi wykorzystywany jest do leczenia chorób wenerycznych).

## Morfologia

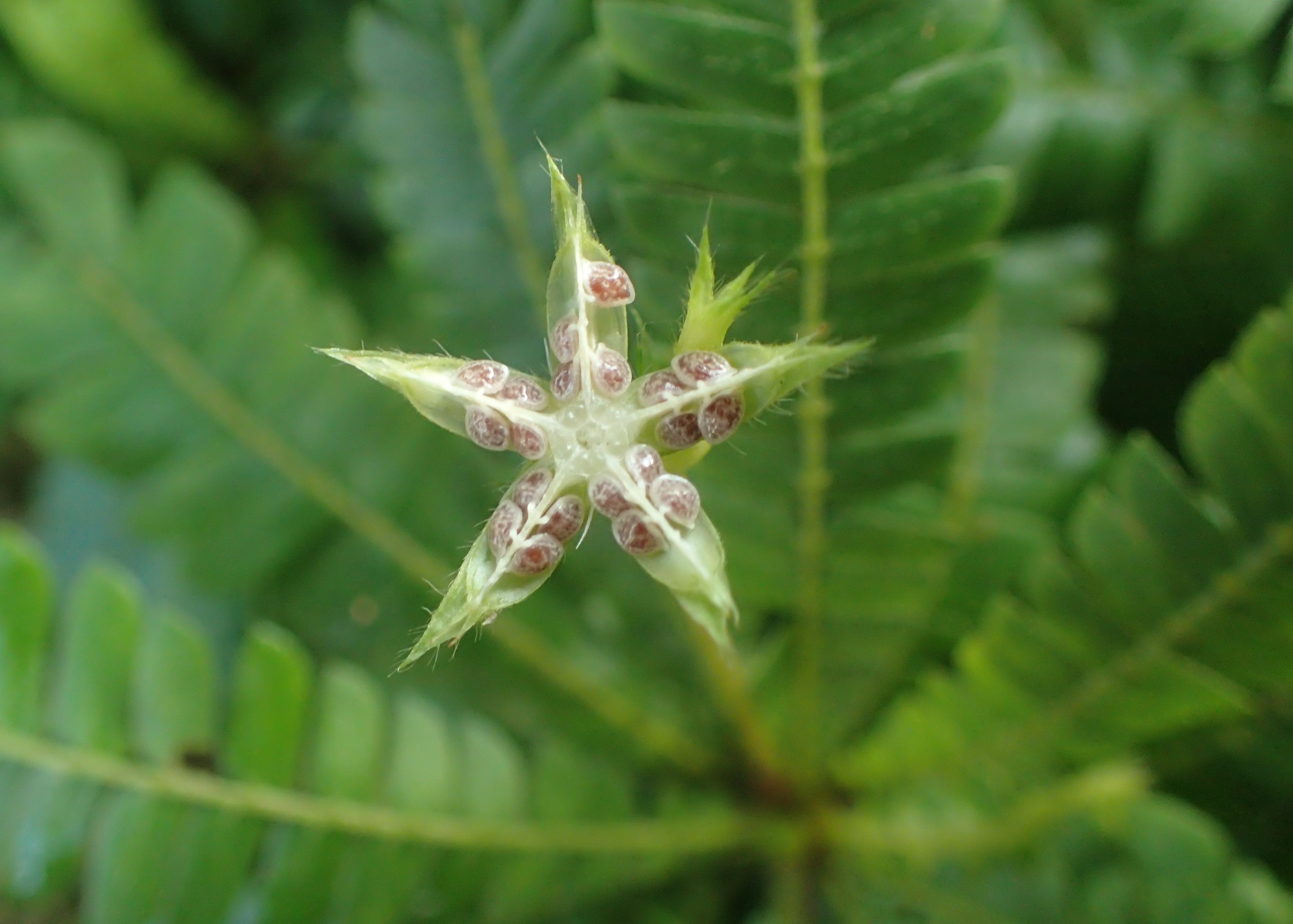
Owoc Biophytum sensitivum

PokrójRośliny jednoroczne i (częściej) byliny osiągające do 1 m wysokości, u części gatunków łodyga drewnieje u nasady, zwykle jest słabo rozgałęziona, czasem dychotomicznie.
LiścieSkrętoległe, często skupione na szczytach pędów w na podobieństwo rozet lub okółków. Przylistki są nitkowate. Blaszka pierzasto złożona – przy czym szczytowy listek zredukowany jest do szczecinki. Ogonek liścia jest zwykle zgrubiały u nasady, poszczególne listki osadzone są naprzeciwlegle i są siedzące. Wierzchołki listków są zaokrąglone, czasem z drobnym kończykiem.
KwiatyZebrane są w kwiatostany w formie pozornych baldachów lub podobne do główek, rozwijające się na szypułach lub siedzące. Działki kielicha są lancetowate, zaostrzone i trwałe. Płatki korony zwykle są żółte, rzadziej białe lub fioletowe. Pręciki u nasady są zrośnięte. Zalążnia z licznymi zalążkami w każdej z komór, kulistawa.
OwoceJajowate, czasem nieco walcowato wydłużone suche torebki zawierające brązowe nasiona z osnówką.

## Systematyka
Wykaz gatunków
- Biophytum abyssinicum Steud. ex A.Rich.
- Biophytum adiantoides Wight ex Edgew. & Hook.f.
- Biophytum aeschynomenifolia (O.Hoffm.) Guillaumin
- Biophytum albizzioides (O.Hoffm.) Guillaumin
- Biophytum amazonicum R.Knuth
- Biophytum antioquiense Knuth
- Biophytum bolivianum R.Knuth
- Biophytum boussingaultii Klotzsch ex R.Knuth
- Biophytum calophyllum (Progel) Guillaumin
- Biophytum cardonaei Pittier
- Biophytum castum (Zucc.) G.Don
- Biophytum chocoense Knuth
- Biophytum columbianum Knuth
- Biophytum commersonii Guillaumin
- Biophytum congestiflorum Govind.
- Biophytum cowanii T.Wendt
- Biophytum crassipes Engl.
- Biophytum dendroides (Kunth) DC.
- Biophytum dormiens (Zucc.) G.Don
- Biophytum falcifolium Lourteig
- Biophytum forsythii R.Knuth
- Biophytum foxii Sprague
- Biophytum fruticosum Blume
- Biophytum globuliflorum R.Knuth
- Biophytum gracile R.Knuth
- Biophytum heinrichsae Knuth
- Biophytum helenae Buscal. & Muschl.
- Biophytum hermannii Veldkamp
- Biophytum hildebrandtii (O.Hoffm.) Guillaumin
- Biophytum huilense Killip & Cuatrec.
- Biophytum insigne Gamble
- Biophytum intermedium Wight
- Biophytum jessenii Knuth
- Biophytum juninense Knuth
- Biophytum kassneri R.Knuth
- Biophytum kayae Aymard & P.E.Berry
- Biophytum latifolium Durán-Esp. & Lorea-Hern.
- Biophytum lindsaeifolium (Hook.) Knuth
- Biophytum longibracteatum Tadul. & K.C.Jacob
- Biophytum longipedunculatum Govind.
- Biophytum lourteigiae Aymard & P.E.Berry
- Biophytum luetzelburgii Suess.
- Biophytum macrorrhizum R.E.Fr.
- Biophytum madurense R.Knuth
- Biophytum mapirense R.Knuth
- Biophytum microphyllum Veldkamp
- Biophytum mimosella (Baill.) Guillaumin
- Biophytum molle Guillaumin
- Biophytum mucronatum Lourteig
- Biophytum mutisii Knuth
- Biophytum myriophyllum R.Knuth
- Biophytum nervifolium Thwaites
- Biophytum nudum (Arn.) Wight
- Biophytum nyikense Exell
- Biophytum ottohuberi Aymard & P.E.Berry
- Biophytum panamense Lourteig
- Biophytum permultijugum Suess.
- Biophytum perrieri Guillaumin
- Biophytum peruvianum R.Knuth
- Biophytum polyphyllum Munro
- Biophytum proliferum (Arn.) Wight
- Biophytum puliyangudiense Rajakumar, Selvak., S.Murug. & Chellap.
- Biophytum reinwardtii (Zucc.) Klotzsch
- Biophytum renifolium Delhaye
- Biophytum richardsiae Exell
- Biophytum santanderense R.Knuth
- Biophytum sensitivum (L.) DC.
- Biophytum somnians (Zucc.) G.Don
- Biophytum soukupii Lourteig
- Biophytum talbotii (Baker f.) Hutch. & Dalziel
- Biophytum tessmannii R.Knuth
- Biophytum thorelianum Guillaumin
- Biophytum turianiense Kabuye
- Biophytum umbraculum Welw.
- Biophytum uzungwaensis Frimodt
- Biophytum veldkampii A.E.S.Khan, E.S.S.Kumar & Pushp.
- Biophytum zenkeri Guillaumin
- Biophytum zunigae C.Nelson